# Li Yanmei
Li Yanmei (chinesisch 李 艷梅 / 李 艳梅, Pinyin Lǐ Yànméi; * 6. Februar 1990 in Chaozhou) ist eine chinesische Dreispringerin.

## Sportliche Laufbahn
Erste internationale Erfahrungen sammelte Li Yanmei im Jahr 2008, als sie bei den Juniorenasienmeisterschaften in Jakarta mit einer Weite von 13,60 m die Goldmedaille im Dreisprung gewann und sich im Weitsprung mit 6,28 m die Silbermedaille sicherte, ehe sie bei den Juniorenweltmeisterschaften in Bydgoszcz mit 13,23 m den sechsten Platz belegte. Im Jahr darauf wurde sie bei den Hallenasienspielen in Hanoi mit 13,68 m Vierte und 2011 erreichte sie bei den Asienmeisterschaften in Kōbe mit 13,97 m ebenfalls Rang vier und schied anschließend bei den Weltmeisterschaften in Daegu mit 13,52 m in der Qualifikation aus. 2012 gewann sie bei den Hallenasienmeisterschaften in Hangzhou mit 13,73 m die Silbermedaille hinter ihrer Landsfrau Xie Limei und belegte anschließend bei den Hallenweltmeisterschaften in Istanbul mit 14,02 m den siebten Platz. Im Sommer nahm sie an den Olympischen Spielen in London teil, scheiterte dort aber mit 13,43 m in der Qualifikation.
2014 wurde sie bei den Hallenweltmeisterschaften in Sopot mit 14,19 m Fünfte wie auch beim Continental-Cup in Marrakesch mit 13,37 m. Anschließend nahm sie an den Asienspielen in Incheon teil und erreichte dort mit 13,71 m Rang vier. Im Jahr darauf gewann sie bei den Asienmeisterschaften in Wuhan mit 13,57 m die Silbermedaille hinter ihrer Landsfrau Wang Wupin, kam aber bei den Weltmeisterschaften in Peking mit 13,57 m nicht über die Vorrunde hinaus. 
2011 wurde Li chinesische Meisterin im Dreisprung.

## Persönliche Bestleistungen
- Weitsprung: 6,35 m (+0,3 m/s), 8. Juni 2007 in Suzhou
  - Weitsprung (Halle): 6,20 m, 19. Februar 2009 in Shanghai
- Dreisprung: 14,35 m (+0,3 m/s), 15. Mai 2011 in Shanghai
  - Dreisprung (Halle): 14,27 m, 23. Februar 2011 in Nanjing